# Nora
Pour les articles homonymes, voir Nora (homonymie).
Nora est une ville de Suède, chef-lieu de la commune de Nora dans le comté d'Örebro. 6 496 personnes y vivent. En 1643, Nora reçoit le privilège de ville de la Reine Christine.

## Histoire
Nora a reçu sa charte en 1643. Le gouvernement avait demandé aux habitants de Nora et de la ville adjacente de Lindesberg de s'installer ensemble dans une nouvelle ville appelée Järle. Cependant, le gouvernement n'y parvint pas et accorda à Nora et à Lindesberg des chartes indépendantes cette année-là.
De nombreuses maisons en bois construites aux XVIIIe et XIXe siècles ont été épargnées par les incendies et les démolitions, faisant de Nora l'une des villes en bois les mieux préservées de Suède. Eksjö et Hjo en sont deux autres exemples et ont lancé, avec Nora, un projet de développement d'une ville en bois. La structure de la vieille ville comprend également des rues pavées avec de petites maisons et des magasins dans la petite rue du vent. Anna Maria Lenngren, une poétesse suédoise, a proclamé un jour Så liten stad, så mycket smak (Une si petite ville, tant de saveur).
Le premier chemin de fer à écartement normal de Suède a été ouvert au public en 1856 entre Nora et Ervalla. C'est aujourd'hui un chemin de fer musée, géré par une société de préservation.

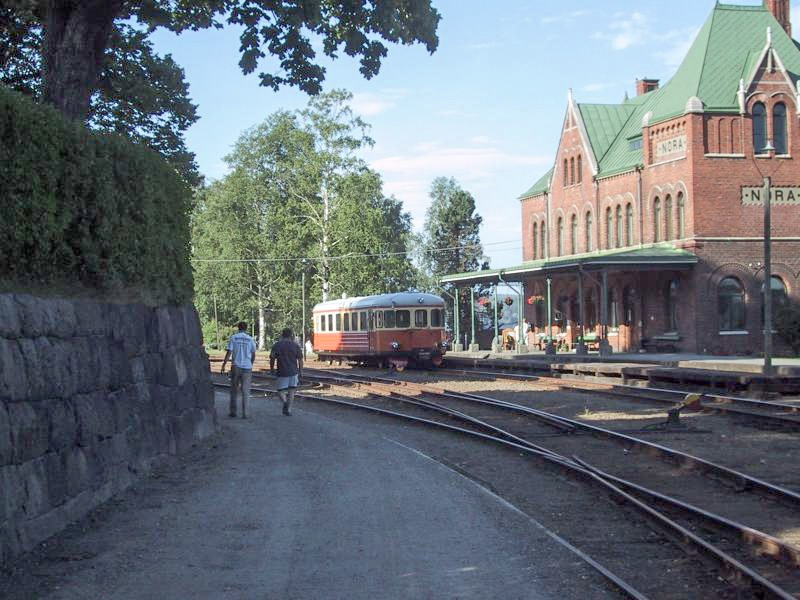
La gare à Nora.